# Шикломанов, Игорь Алексеевич
И́горь Алексе́евич Шиклома́нов (28 февраля 1939, Тверская область — 22 августа 2010, Санкт-Петербург) — советский и российский гидролог. Доктор географических наук (1977), профессор (1985). С 1981 года — директор Государственного гидрологического института (ГГИ).
Заслуженный деятель науки Российской Федерации (1999). Лауреат Международной гидрологической премии 2001 года и Тайлеровской премии 2006 года.

## Биография
Окончил гидрологический факультет Ленинградского гидрометеорологического института (1961), ныне РГГМУ, где учился с 1956 г., инженер-гидролог. По выпуску зачислился в качестве инженера в Кустанайскую экспедицию ГГИ, в котором работает в 1961—1963 гг. В 1963 году перевёлся на работу в проблемную лабораторию при кафедре инженерной гидрологии и поступил в заочную аспирантуру альма-матер, после окончания последней в 1967 г. защитил кандидатскую диссертацию по расчетам минимального речного стока (науч. рук-ль профессор Д. Л. Соколовский). В 1977 г. защитил докторскую диссертацию по проблеме влияния антропогенной деятельности на речной сток.
С 1970 г. работал в ГГИ: первоначально с. н. с., затем заведующий отделом, с 1972 г. заместитель директора института по научной работе, а с 1981 г. и до конца жизни — директор института. Его преемником там стал В. Ю. Георгиевский.
В 1988 г. при ГГИ был создан филиал кафедры гидрофизики и гидропрогнозов РГГМУ, который также возглавил И. А. Шикломанов.
Избирался председателем межправительственного совета International Hydrological Programme ЮНЕСКО (1992—1994). Являлся членом научного координирующего совета Global Energy and Water Cycle Experiment (с 1992), главой рабочей группы по водным ресурсам комиссии по гидрологии ВМО (с 2000), вице-президентом одной из комиссий International Association of Hydrological Sciences (с 1999).
Академик РАЕН (2001, членкор 1991).
Состоял членом редколлегий журналов «Водные ресурсы», «Метеорология и гидрология», «Полярная криосфера и воды суши», международного журнала «Integrated Assessment» (Нидерланды).
Награждён орденами «Знак Почета» (1981), «Дружбы Народов» (1986) и «За заслуги перед Отечеством» IV степени (2010).
Заслуженный деятель науки РФ (1999).
Отмечен Международной премией по гидрологии (International Hydrology Prize) 2001 года Международной ассоциации гидрологических наук (International Association of Hydrological Sciences), ЮНЕСКО и ВМО, и Тайлеровской премией 2006 года, а также нагрудным знаком «Почётный работник гидрометеослужбы России» и почётными грамотами Росгидромета.
Автор более 220 публикаций, в том числе и за рубежом, 11 монографий, среди которых — «Мировой водный баланс и водные ресурсы Земли» (Гидрометеоиздат, 1974; ЮНЕСКО, 1978), «Гидрологические аспекты проблемы Каспийского моря» (1976), «Антропогенные изменения водности рек» (1979), «Проблемы водообеспечения и переброски речного стока в мире» (1987), «Исследования водных ресурсов суши: итоги, проблемы, перспективы» (1988), «Влияние хозяйственной деятельности на речной сток» (1989), «Водные ресурсы России и их использование» (2008).